# Meyrueis
 Meyrueis  (en occitano Maruèis) es una población y comuna francesa, situada en la región de Languedoc-Rosellón, departamento de Lozère, en el distrito de Florac y cantón de Meyrueis.

## Demografía
| 1110 | 1007 | 924 | 908 | 907 | 851 |
| Para los censos de 1962 a 1999 la población legal corresponde a la población sin duplicidades (Fuente: INSEE [Consultar]) |      |     |     |     |     |